# Zemplínska Teplica
Zemplínska Teplica (1927–1948 Kerestúr) – wieś (obec) na Słowacji położona w kraju koszyckim, w powiecie Trebišov. Pierwsze wzmianki o miejscowości pochodzą z 1263 roku. 
Według danych z dnia 31 grudnia 2012 roku, wieś zamieszkiwały 1603 osoby, w tym 834 kobiety i 769 mężczyzn.
W 2001 roku rozkład populacji względem narodowości i przynależności etnicznej wyglądał następująco:
- Słowacy – 92,7%
- Czesi – 0,29%
- Romowie – 4,34%
- Rusini – 0,07%
- Węgrzy – 0,07%

Ze względu na wyznawaną religię struktura mieszkańców kształtowała się w 2001 roku następująco:
- Katolicy rzymscy – 55,64%
- Grekokatolicy – 34,03%
- Ewangelicy – 1,08%
- Prawosławni – 0,65%
- Ateiści – 2,96%
- Przedstawiciele innych wyznań – 0,07%
- Nie podano – 3,83%